# Гігла Ахалая
Гігла Ахалая (груз. გიგლა ახალაია; нар. 3 червня 1984) — грузинський футболіст, виступав на позиції півзахисника.

## Життєпис
Дорослу футбольну кар'єру розпочав 2001 року в аматорському колективі «Голеадор» з Москви. Незабаром після цього повернувся до Грузії, де зіграв 1 матч у вищій лізі грузинського чемпіонату за біліське «Мерані-91».
У 2002 році підписав контракт з вищоліговим запорізьким «Металургом», але за нову команду не зіграв жодного офіційного матчу. У 2003 році перейшов до «Зорі-2» (Ювілейне), яка виступала а Чемпіонаті Луганської області. У липні 2003 року перебедений до першої команди «Зорі», у футболці якої дебютував 25 липня 2003 року в програному (1:3) виїзному поєдинку 2-го туру Першої ліги України проти бородянської «Системи-Борекс». Гігла вийшов на поле в стартовому складі, а на 56-ій хвилині його замінив Андрій Шпак. Єдиним голом у футболці «Зорі» відзначився 10 серпня 2003 року на 18-ій хвилині переможного (2:1) виїзного поєдинку 1/32 фіналу кубку України проти дніпродзержинської «Сталі». Ахалая вийшов на поле в стартовому складі та відіграв увесь матч. Загалом у команді відіграв один сезон, за цей час у Першій лізі України провів 13 поєдинків, ще 2 матчі (1 гол) зіграв у кубку України. У 2004 році також виступав за «Зорю-Гірник» (Ювілейне). За два сезони виступів у чемпіонаті області провів 9 матчів.
У 2004 році повернувся до Грузії, де підсилив тбіліський «Локомотив-2» з Ліги Пірвелі. Проте вже незабаром після цього перейшов до «Торпедо» (Кутаїсі). В своєму першому сезоні в новій команді зіграв 9 матчів у Лізі Нровнулі. Футбольну кар'єру завершив 2009 року в складі вище вказаного клубу.